# Omega Doom
Omega Doom ist ein US-amerikanischer Science-Fiction-Film von Albert Pyun aus dem Jahr 1996. In der Hauptrolle spielt Rutger Hauer. Weitere Schauspieler sind Shannon Whirry und Norbert Weisser. In Deutschland wurde der Film am 21. Oktober 1996 auf VHS veröffentlicht.

## Handlung
In ferner Zukunft, vierhundert Jahre nach einem großen Nuklearkrieg, scheinen die Menschen in den Ruinen der ausgebrannten Zivilisation völlig verschwunden zu sein. Die Welt wird nur noch durch von Menschen geschaffenen Cyborgs, Androiden und Robotern bevölkert. Der Cyborgkrieger bzw. Kriegsandroid Omega Doom trifft in einem früheren Vergnügungspark auf zwei verfeindete Cyborg-Gruppierungen: die kriegerischen ROMs und die menschlicheren DROIDEN, die aber ebenfalls auf Krieg aus sind.

## Kritik
Die Videowoche schrieb: „Albert Pyon, Schöpfer solcher […] Endzeitmassaker […] hat natürlich auch Yojimbo bzw. Für eine Handvoll Dollar gesehen und verarbeitet seine Eindrücke nun unter programmatischem Weltuntergangstitel in einem SF-Reißer […] mit Stunts und Feuergefechten […].“